# You Can't Have Everything
You Can't Have Everything (no Brasil, Aí Vem o Amor), é um filme de comédia musical dirigido por Norman Taurog e protagonizado por Don Ameche e Alice Faye.

## Sinopse
Judith Poe Wells (Alice Faye), uma atriz de dramaturgia, não tem dinheiro para nada. Ela conhece George Macrae (Don Ameche), um escritor de peças musicais que é muito rico. Ele a oferece um papel para uma peça chamada North Winds do produtor Sam Woods. Ele sabe que a peça não é boa, mas como se apaixonou, vai fazer de tudo para poder ficar com ela.

## Elenco
- Alice Faye - Judith Poe Wells
- Don Ameche - George Macrae
- The Ritz Brothers
- Charles Winninger - Sam Gordon
- Gypsy Rose Lee - Lulu Riley
- Arthur Treacher - Bevins
- Tony Martin - Bobby Walker